# Роман Данак
Роман Данак (пол. Roman Danak, 1935, Тринча — 1994) — польський письменник-фантаст, журналіст, перекладач, за фахом філолог-іраніст. Частину своїх творів він написав у співавторстві із Збігневом Двораком.

## Біографія
У 1958 році Роман Данак закінчив навчання на відділі орієнталістики філологічного факультету Ягеллонського університету. Після закінчення університету він працював на радіостанції «Alma-Radio», пізніше на ретрансляційній станції «Żaczek» у ІІ Будинку Студента. У другій половині 60-х років ХХ століття Данак працював на ретрансляційній станції в студентському містечку в Кракові, на радіостанції «Echo Krakowa» та філії Польського радіо у Кракові.

## Літературна творчість
Літературним дебютом Романа Данака стало оповідання «Сім банальних оповідей» (пол. Siedem banalnych opowieści), опубліковане в журналі «Życie Literackie» в 1961 році. Як письменник-фантаст він уперше дебютував радіовиставою «Феміда» (пол. Temida), яка уперше транслювалась у 1967 році краківським філіалом Польського радіо, яку Данак написав у співавторстві зі Збігневом Двораком. Текст цієї радіовистави опублікований у журналі «Młody Technik» за № 8 у 1968 році, де Данак вказаний під псевдонімом «Збігнев Скавський». Під цим псевдонімом письменник видав також низку своїх оповідань. Твори Романа Данака перекладені угорською, російською, чеською мовами та мовою есперанто. У 1977 році вийшла збірка оповідань Данака і Дворака «Повелитель матерії Ян Цьонгва» (пол. Jana Ciągwy władza nad materią). Роман Данак помер у 1994 році. За підсумками цього ж року роман Данака «Сотні лисого Іванки» (пол. Sotnie Łysego Iwanki), опублікований у 1994 році, номінувався на премію Зайделя.

## Твори

### Романи
- Сотні лисого Іванки (пол. Sotnie Łysego Iwanki, 1994)

### Збірки
- Повелитель матерії Ян Цьонгва (пол. Jana Ciągwy władza nad materią, 1977)

### Оповідання
- Есперія (пол. Esperia)
- Гравіскаф (пол. Grawiskaf)
- І прямо в пекло (пол. I wprost do piekła)
- Повелитель матерії Ян Цьонгва (пол. Jana Ciągwy władza nad materią)
- Доповідь A-B-8 (пол. Meldunek A-B-8)
- Небажані відвідини (пол. Niepożądane wizyty)
- Бездіяльність (пол. Nieskuteczność)
- Час сутінків (пол. Pora zmierzchu)
- Сказав нам капітан (пол. Powiedział nam kapitan)
- Пересилювання (пол. Przesilenie)
- Стрибок у просторі (пол. Skok w przestrzeni)
- Зустріч (пол. Spotkanie)
- Таємниці міста Ос Азурі (пол. Tajemnice Miasta Os Azuri)
- Феміда (пол. Temida)
- Трансплантація (пол. Transplantacja)
- Велика енциклопедія (пол. Wielka encyklopedia)
- Нескінченне видіння (пол. Wizja nieskończona)
- Запис із планети Лхаара (пол. Zapis z planety Lhaara)
- Знищені посіви (пол. Zniszczone zasiewy)
- У пустому секторі (пол. W pustym sektorze)